# Kornat
La Isla Kornat (en croata: Otok Kornat) es una isla en la parte croata del mar Adriático, en el centro de Dalmacia. Con una superficie de 32,44 kilómetros cuadrados es la decimosexta isla más grande de Croacia y la isla más grande del archipiélago homónimo. Es parte del parque nacional de Kornati, que se compone de un total de 89 islas, islotes y rocas.
De acuerdo con el censo de 2001, la isla tiene una población de 7 personas, aunque no hay asentamientos permanentes en la isla. La Costa de Kornati es de 68,79 kilómetros de largo.
En la historia reciente, la isla se hizo famosa como el lugar donde ocurrió lo que se denominó la tragedia de la isla Kornat (Kornatska tragedija). Cuándo un grupo de bomberos que volaron como parte de los esfuerzos de extinción de incendios costeros de 2007 perecieron durante las labores de extinción. Fallecieron doce de los trece hombres que se encontraron rodeados por el fuego, siendo la mayor pérdida de vidas en la historia de los bomberos croatas.